# Lansana Coly
Lansana Coly (ur. 15 lutego 1958) – senegalski judoka. Dwukrotny olimpijczyk. Zajął siódme miejsce w Los Angeles 1984, w kategorii open i dziewiąte w Seulu 1988 w wadze ciężkiej.
Uczestnik mistrzostw świata w 1987. Złoty i brązowy medalista wojskowych mistrzostw świata.

## Letnie Igrzyska Olimpijskie 1984
| Konkurencja | Eliminacje                 | Repasaże                | Klas. końcowa |
| Konkurencja | Przeciwnik 1               | Przeciwnik 1            | Miejsce       |
| ----------- | -------------------------- | ----------------------- | ------------- |
| open        | Yasuhiro Yamashita (JPN) P | Arthur Schnabel (FRG) P | 7.            |

## Letnie Igrzyska Olimpijskie 1988
| Konkurencja | Eliminacje            | Repasaże                  | Klas. końcowa |
| Konkurencja | Przeciwnik 1          | Przeciwnik 1              | Miejsce       |
| ----------- | --------------------- | ------------------------- | ------------- |
| +95 kg      | Hitoshi Saitō (JPN) P | Dimityr Zaprjanow (BGR) P | 9.            |